# Villefort (Lozère)
 Villefort  es una población y comuna francesa, en la región de Languedoc-Rosellón, departamento de Lozère, en el distrito de Mende. Es la cabecera y mayor población del  cantón de su nombre.

## Demografía
| 1 257 | 1 271 | 1 394 | 1 285 | 1 625 | 1 640 | 1 566 | 1 674 | 1 538 | 1 539 | 1 943 | 1 638 | 1 535 | 1 455 | 1 418 | 1 462 | 1 201 | 1 139 | 1 111 | 1 107 | 923 | 908 | 906 | 935 | 868 | 882 | 1505 | 946 | 785 | 791 | 700 | 620 |
| Para los censos de 1962 a 1999 la población legal corresponde a la población sin duplicidades (Fuente: INSEE [Consultar]) |       |       |       |       |       |       |       |       |       |       |       |       |       |       |       |       |       |       |       |     |     |     |     |     |     |      |     |     |     |     |     |

## Personalides ligadas a la comuna
- Odilon Barrot (1791-1873), político francés nacido en Villefort.